# Benjamin Constant
Benjamin Constant (Lausanne, 1767. október 25. – Párizs, 1830. december 8.) svájci születésű francia gondolkodó, író, politikus és filozófus.

## Élete
Constant Lausanne-ban született, Svájcban, hugenotta családban. Kezdetben magántanulóként tanult, később Bajorországban, az erlangeni egyetemen, majd Skóciában, az edinburghi egyetemen folytatta tanulmányait. Élete folyamán hosszabb időt töltött Franciaországban, Svájcban, Németországban és Nagy-Britanniában.
Közeli kapcsolatban volt Madame de Staëllel, akivel a kor egyik legbefolyásosabb intellektuelpárosát alkották. Mint publicista és politikus vállalt aktív szerepet a francia politikai életben, egészen a francia forradalom második felének a végéig, 1815 és 1830 között. 
Ebben az időszakban tagja volt a francia nemzetgyűlésnek. Ő volt a gyűlés legékesszólóbb szónoka és ugyanakkor vezetője a bal-liberális szembenállásnak, amely a függetlenek néven volt ismert. 

## Politikafilozófia
Constant szerint a legfőbb hatalom a polgárok összessége: ahol az egyéni élet elkezdődik, ott ér véget a népszuverenitás.
Rousseau Társadalmi szerződése Constant szerint a zsarnokság minden fajtájának az eszközévé vált. Nem igaz az, hogy a többieknek adva magunkat nem adjuk oda magunk valójában senkinek (ahogyan Rousseau állította), valójában azoknak adjuk magunkat, akik mindenki nevében cselekednek. Azonban a többiek áldozatából csak néhányan húznak hasznot. Constant szerint Rousseau azt állította valójában, hogy ez a fajta hatalom nem gyakorolható.
Constant szerint kétféle hatalom van:
1. törvénytelen (ez az erőszak);
2. törvényes (ez az általános akarat, a kevesek hatalmát a többiek beleegyezése szentesíti).

### A hatalmak természetéről
Kétféle hatalom van: 
1. királyi hatalom (szent és sérthetetlen, semleges);
2. miniszteri hatalom (felelősségre vonható, tevőleges hatalom).

### Képviseleti gyűlések választása
Fontos, hogy nem szabad hatást gyakorolni a hallgatóságra, maguknak kell dönteniük. Az állam nagysága meghatározza az elektori testületek számát is: egy nagy államban nem elfogadható egyetlen elektori testület.
A képviselőket a népnek kell kijelölni, mert ha a szenátus jelöli a képviselőt. a társadalom különböző osztályainak érintkezését semmisítik meg.
A képviselő nem kaphat bért munkájáért, hanem elhivatásból tegye azt, ezért fontos, hogy a képviselő ne legyen vagyontalan ember, mert akkor célja a vagyonszerzés lenne. A képviselő személyének választásakor figyelembe kell venni azt is, hogy hol született és mikor.

### Modern polgárok szabadsága
A polgári jogok a következők: az egyén szabadsága, vallásszabadság, szólásszabadság, vélemény joga, tulajdonjog, védelem bármely önkénnyel szemben. Nem vagyunk kötelesek engedelmeskedni olyan törvényeknek amik szabadságunkban korlátoznak.
- A modern embernek joga van ahhoz, hogy csak a törvényeknek engedelmeskedjék, semmilyen más akaratnak.
- Minden egyes polgárnak jár a szólásszabadság, sajtószabadság.
- Mindenki saját akarata szerint dönthet arról, hogy mivel szeretne foglalkozni, mi legyen a mestersége.
- Mindenkinek joga van lakhelyét szabadon megválasztani, szabadon utazni, ahová akar.
- Mindenkinek joga van bármilyen vallást gyakorolni, bármilyen véleményt formálni, és mindenkinek joga van beleszólni a kormányzásba.

### A tulajdonról
A tulajdon a társadalom által létezik, egy társadalmi megállapodás.
A tulajdon elleni  támadások: csőd, államadósság csökkentése. Minden felesleges adó merénylet a magántulajdon ellen, ezért az adót a minimálisra kell csökkenteni.

### A vallásszabadság
A vallás nem korlátozható és nem is kényszeríthető. A vallás minden érzelmek közül a legtermészetesebb, benne találkozunk az igazságosság, a szeretet, a szabadság, a szánalom eszméivel először. Ha a vallás a politikai intézmény kezébe kerül, akkor fenyegető eszközzé válik. A kormány mindig hibát követ el, ha beleavatkozik a vallásba, mert a hatalom nem tud hatást gyakorolni a meggyőződésre, csak az érvekre. Fontos az is, hogy a hatalomnak soha nincs joga semmilyen vallást üldözni.

## Fontosabb művei
- De la force du gouvernement actuel de la France et de la nécessité de s'y rallier 1796
- Collection complète des ouvrages publiés sur le gouvernement représentatif et la constitution actuelle, formant une espèce de cours de politique constitutionnelle 1818
- Mélanges de littérature et de politique 1829
- Mémoires sur les Cents Jours 1824
- De la religion, considérée dans sa source, ses formes et ses développements 1824 (5 kötet)
- Adolphe (kisregény – 1806 körül) (Magyarul: 1959)
- Cécile (kisregény-töredék)

## Magyarul
- Az alkotmányos politica tana; ford. Perlaky Sándor; Trattner-Károlyi Ny., Pest, 1862
- Adolf. Egy ismeretlen iratai közt talált történet; ford., bev. Béri Moravcsik Gyula; Franklin, Bp., 1886
- Adolphe; ford. Zolnai Béla; Athenaeum, Bp., 1920 (Olcsó regény)
- Adolphe; ford. Bóka László; in: A szerelem kalandjai; bev. Cs. Szabó László; Franklin, Bp., 1943 (A regényírás mesterei)
- Adolphe. Regény; ford., utószó Bóka László, átdolg., jegyz. Bartócz Ilona; Európa, Bp., 1958 (Világirodalmi kiskönyvtár)
- Az irodalom és a szabadság kapcsolatairól; ford. Szávai János; inː Ima az Akropoliszon. A francia esszé klasszikusai; vál., előszó, tan. Gyergyai Albert, jegyz. Somló Vera, Szávai János; Európa, Bp., 1977
- A régiek és a modernek szabadsága; vál., tan. Ludassy Mária, ford. Csepeli Réka et al., szerk., jegyz. Kontler László; Atlantisz Könyvkiadó, Bp., 1997 (Mesteriskola), ISBN 9637978844
- A népszuverenitás és annak határai (online)